# Giro dell'Appennino 2004
Il Giro dell'Appennino 2004, sessantacinquesima dizione della corsa, si svolse il 25 aprile 2004, per un percorso totale di 195 km. Venne vinto dall'italiano Damiano Cunego che terminò la gara in 5h13'37".
La partenza fu in Via Diaz nel centro di Genova, in onore della manifestazione Genova capitale europea della cultura 2004, e l'arrivo sullo storico traguardo di Pontedecimo. Il miglior tempo della scalata del Passo della Bocchetta, quell'anno intitolata Cima Pantani, fu di Damiano Cunego con 22'42.
Alla partenza, Richard Virenque viene premiato per la sua prestigiosa carriera.

## Ordine d'arrivo (Top 10)
| Pos. | Corridore           | Squadra                | Tempo    |
| ---- | ------------------- | ---------------------- | -------- |
| 1    | Damiano Cunego      | Saeco                  | 5h13'37" |
| 2    | Giuliano Figueras   | Cer. Panaria           | s.t.     |
| 3    | Rinaldo Nocentini   | Acqua & Sap.           | s.t.     |
| 4    | Luis Laverde        | Formaggi Pinzolo Fiavé | s.t.     |
| 5    | Gilberto Simoni     | Saeco                  | a 15"    |
| 6    | Juan Miguel Mercado | Quick Step             | s.t.     |
| 7    | Luca Mazzanti       | Cer. Panaria           | s.t.     |
| 8    | Pavel Tonkov        | Vini Caldirola         | s.t.     |
| 9    | Tomasz Brożyna      | Action-ATI             | s.t.     |
| 10   | Andrea Tonti        | Saeco                  | s.t.     |